# Montjoie-Saint-Martin
Montjoie-Saint-Martin là một xã thuộc tỉnh Manche trong vùng Normandie tây bắc nước Pháp. Xã này nằm ở khu vực có độ cao trung bình 168 mét trên mực nước biển.